# منتخب لوكسمبورغ لاتحاد الرغبي
منتخب لوكسمبورغ الوطني لاتحاد الرغبي (بالفرنسية: Équipe du Luxembourg de rugby à XV)‏ هو ممثل لوكسمبورغ الرسمي في المنافسات الدولية في اتحاد الرغبي .